# Film, film, film
Film, film, film (ros. Фильм, фильм, фильм) – radziecki krótkometrażowy film animowany z 1968 roku w reżyserii Fiodora Chitruka. Parodia realizacji filmu w ZSRR.

## Fabuła
Humoreska filmowa przedstawiająca w zabawnej formie świat "ludzi filmu", którzy borykają się codziennie z kłopotami wynikającymi ze specyfiki ich zawodu. Komediowe spiętrzenie perypetii ekipy filmowej weryfikuje powszechne opinie i wyobrażenia widzów o pracy filmowców.

## Obsada (głosy)
- Gieorgij Wicyn
- Aleksiej Polewoj

## Animatorzy
Leonid Kajukow, Natalija Tanner, Giennadij Sokolski, Igor Podgorski, Wioletta Kolesnikowa, Marija Motruk

## Nagrody
- 1969: Dyplom Honorowy na 6. Festiwalu Filmów Krótkometrażowych w Krakowie (Polska)
- 1970: Nagroda na festiwalu filmów krótkometrażowych w Tampere (Finlandia)
- 1973: Nagroda dla najlepszego filmu krótkometrażowego na MFF w Kolombo, (Sri Lanka)
- 1973: Srebrny medal na 2. Międzynarodowym Festiwalu Filmów Animowanych w Nowym Jorku (USA)